# Alwernia
Alwernia este un oraș în județul Chrzanów, Voievodatul Polonia Mică, cu o populație de 3.379 locuitori (2011) în sudul Poloniei.